# Flémalle-Grande
Flémalle-Grande (en wallon Li Grande Flémåle) est une section de la commune belge de Flémalle située en Région wallonne dans la province de Liège.
C'était une commune à part entière avant la fusion des communes de 1977.

## Démographie
- Sources : INS, Rem. : 1831 jusqu'en 1970 = recensements, 1976 = nombre d'habitants au 31 décembre.

## Liste des bourgmestres de 1830 à 1977
- Samuel Donnay, faisant fonction, de 1896-1900 et 1912-1914 et de 1914-1929, (POB).